# CSI: Deadly Intent
CSI: Deadly Intent è un videogioco basato sulla serie televisiva CSI: Crime Scene Investigation.
Il videogioco è stato sviluppato dalla Telltale Games ed è stato pubblicato tramite la Ubisoft nell'ottobre 2009, mentre la Other Ocean ha sviluppato la versione per Nintendo DS, intitolata CSI: Deadly Intent - The Hidden Cases  che include 4 casi creati appositamente per tale piattaforma.

## I casi

### CSI: Deadly Intent
- Caso 1: "Broken Hearted"
- Caso 2: "Coulda Been A Contender"
- Caso 3: "Last Gasp"
- Caso 4: "Extinguished"
- Caso 5: "Crime Scene Impersonator"

### CSI: Deadly Intent - The Hidden Cases
- Caso 1: "Don't Try This At Home"
- Caso 2: "Glass Jaw"
- Caso 3: "Boys With Toys"
- Caso 4: "Of Cases Past"